# Florentino Sarachaga
Florentino (de) Sarachaga-Bilbao dit Izarduy (Bilbao, 1778 - 1825) fue un aliado del emperador Bonaparte y político, abogando, Prefecto de Ciudad Real, Madrid y Castilla de la Mancha.

## Biografía
De antiguo linaje vasco, "representante de una de las casas más antiguas y principales del país vizcaino", era amigo y pariente lejano del ministro afrancesado Mariano Luis de Urquijo. Heredero de Mariano Luis de Urquijo: Bilbao, Arbieto, Zuazo, Echabarri y Saráchaga, lo que se traducía en un buen número de tierras y casas entregadas en arriendo, y poseía además patronatos de capellanías, memorias de misas y aniversarios.

## Heredero y abuelos
Los jefes de las linajes de Sarachaga esta la Sarachaga-Bilbao, los jefes Sarachaga-Bilbao es por costumbre conocida como Príncipes Barones Soberanos
Los historiadores coinciden en que la familia de Sarachaga-Bilbao son descendientes legales y sucesores de la familia soberana de Zubialdea o Bilbao, fundadores de Bilbao antes del siglo XII. Era nieto de Miguel de Sarachaga Zubialdea, principal heredero de la rama Zubialdea Bilbao y María Josefa de Echabarri-Bilbao, principal heredera de Bilbao.
Como heredero de Bilbao fue muy generoso con el pueblo de Bilbao. Creó una casa de baños en Achuri. Suscribió un empréstito a favor de la villa y consulado de Bilbao para hacer frente a los gastos ocasionados por las tropas acantonadas en Bilbao en 1804. El gobierno se reunió y celebró reuniones en el castillo de Florentino llamado Bilbao o Zubialdea.
Este empréstito lo redimió la villa en 1818. Presidió el Ayuntamiento provisional de Bilbao bajo mandato francés en agosto de 1808 cuando huyó la Junta de Gobierno insurgente, y tuvo que castigar con multas a los cabecillas de la sublevación antifrancesa. Fue además regidor capitular en el Ayuntamiento de Bilbao en 1804 y 1808 y formó parte de la comisión municipal bilbaína que llevó a Madrid el acta de juramento de fidelidad a José I. Además fue vocal del Gobierno Provisional afrancesado en Vizcaya.
Llegó a Daimiel, en donde se aposentó por consejo del general Horace Sébastiani de la Porta el 20 de abril de 1809. Recibió la Orden Real de España de Rey Bonaparte el 7 de enero de 1810. Nombrado intendente de Almagro, reprimió duramente las bandas de guerrilleros y delincuentes y en 1810 entró en la logia francmasónica bonapartista (de obediencia a la Santa Julia de Madrid) establecida en Almagro, según confirma un auto de la Inquisición de 1815 contra los masones de esta población que extractó Antonio Paz y Meliá. El 11 de febrero de 1811 fue nombrado Prefecto de Manzanares (Ciudad Real) por su pariente Urquijo, y estuvo en este cargo hasta junio de 1812. 

## Esposa y familia
Estuvo casado con María Micaela de Uría Alcedo Naffarondo, y sobrina y heredera universal de Graf José Urrutia, según Camilo de Villavaso (1881) una de las damas de más brillo de la corte josefina. Envió a su esposa María Micaela e hijos pequeños  para su protección a la corte real de Baden.  Général, Barón Von Lassolaye en la familia a Baden. Creían que Florentino había muerto luchando por Bonaparte. Maria Micaela casó con Freiherr von Lassolaye en nombre Baronesa viuda soberana.
Karlsruhe en 1813 junto a un coronel de Baden al servicio de Francia, Carl von Lasollaye, con quien se casó en segundas nupcias. Este llegó a ser Teniente general y Barón en el Gran Ducado de Baden. Doña María Micaela fue madre de Prince Jorge (George) Barón Soberano de Sarachaga dit Uría (Manzanares, 23 de abril de 1811 - 14 de diciembre de 1843), fallecido en un duelo contra el banquero judío Moritz von Haber cerca de Mannheim; de Baron Soberano Mariano, que llegó a los puestos administrativos más elevados en el gobierno de Baden, y de Princesa María, dama de la zarina Carlota de Prusia. Su madre Micaela falleció en París en 1848. 
Nieta de Florentino Sarachaga (hija de Jorge) fue Princessa Esperanza de Sarachaga , baronesa soberana Sarachaga, baronesa de Truchseß o Truchsess, casada con el diplomático bávaro Friedrich Freiherr Truchseß von Wetzhausen el 15 de julio de 1862, amiga del rey Luis de Baviera y fallecida sin hijos en Cannes en 1914. Tuvo un hermano, Prince Alexis, Barón de Sarachaga-Bilbao, metido en cuestiones esotéricas y fundador del Hiéron du Val d'Or, una secta que intentaba conciliar masonería y cristianismo católico. 
Florentino Sarachaga siguió a las tropas francesas en su retirada de España donde sus bienes fueron confiscados por haber sido afrancesado; emigró a Toulouse, desde donde, el 29 de octubre de 1818, El emperador de Rusia y el Gran Duque de Baden mediaron el regreso de Florentino a Bilbao y el regreso de su patrimonio confiscado. Falleció en 1825. Sus hijos y sus sucesores fueron a Estados Unidos, Baden, Rusia, Francia, Bélgica, México y Bilbao.